# Jurij Korenjak
Jurij Korenjak, slovenski kanuist, * ?.
Korenjak je na svetovnih prvenstvih osvojil bronasto medaljo leta 2002 v Bourg St.-Mauriceu skupaj z Dejanom Stevanovičem in Simonom Hočevarjem v disciplini C-1 ekipno.